# Кинофестиваль в Жерармере 1994 года
Международный фестиваль фантастических фильмов в Жерармере 1994 года (Festival de Gerardmer — Fantastiса) был задуман как преемник Международного фестиваля фантастических фильмов в Авориазе. Проходил в старинном городке Жерармер, находящийся в департаменте Вогезы, Франция в январе 1994 года.

## Жюри
- Уолтер Хилл — президент
- Элизабет Бургайн
- Дарио Ардженто
- Роберт Энрико
- Давид Жиле
- Терри Гильям
- Виктор Лану
- Анри Сальвадор
- Джерри Шатцберг

## Лауреаты
- Гран-при — «Между любовью и славой» (Between Love and Glory aka Jiang Hu), Гонконг, режиссёр Ронни Ю

- Приз жюри — «Рыжая белка» (Ardilla Roja, La), Испания, 1993, режиссёр Хулио Медем

- Специальный приз — «Лучший друг человека» (Man’s best Friend), США, 1993, режиссёр Джон Лафия

- Приз критики -«Рыжая белка» (Ardilla Roja, La), Испания, 1993, режиссёр Хулио Медем

- Приз зрительских симпатий  — «Возвращение живых мертвецов 3» (Return of the Living Dead 3), США, 1993, режиссёр Брайан Юзна

- Лучший фильм на видео — «Двенадцать ноль одна по полуночи» (12:01), США, 1993, для ТВ, режиссёр Джек Шолдер